# Hans Joachim Neumann
Pour les articles homonymes, voir Neumann.
Hans-Joachim "Neumi" Neumann (né le 15 juin 1952 à Berlin-Est) est un chanteur allemand.

## Biographie
Neumann est élève de 1971 à 1974 à l'école de musique de Friedrichshain et reçoit sa carte professionnelle. Neumann est membre de 1972 à 1973 de College Formation puis fonde en 1975 Karat. Après son service militaire en 1977, il fonde en 1979 le groupe Neumis Rock Circus.
En 1983, Neumann quitte la RDA, ce qui met fin à Neumis Rock Circus. En 1986, il s'installe à Berlin-Ouest.
En 1990, il crée avec Norbert Endlich, ancien membre de H&N, NEUEND-Musikproduktion. À l'occasion des 200 ans de la mort de Mozart, ils produisent le projet Amadeus und die Mozartkugeln. Neumann assure le chant et tien le rôle de Mozart lors de spectacles. Ils publient le titre Königin der Nacht (une allusion au personnage de La Flûte enchantée) et l'album Amadeus.
Suivent ensuite des albums de Judy Weiss, Ines Adler, Inka Bause, David Hasselhoff, Marshall & Alexander, Die Flippers, Roland Kaiser et d'autres artistes schlager pour lesquels Neumann est auteur et producteur.
NEUEND produit également des bandes originales comme pour le film Engelchen ou la série Die Unbestechliche.
En 2009, NEUEND disparaît, Neumann prend sa retraite de l'industrie musicale.

## Source de la traduction
- (de) Cet article est partiellement ou en totalité issu de l’article de Wikipédia en allemand intitulé « Hans Joachim Neumann » (voir la liste des auteurs).